# Brian Gutiérrez
Pour les articles homonymes, voir Gutiérrez.
Brian Gutiérrez, né le 17 juin 2003 à Berwyn (Illinois) aux États-Unis, est un joueur américain de soccer qui évolue au poste de milieu offensif au Fire de Chicago en MLS.

## Biographie

### En club
Né à Berwyn (Illinois) aux États-Unis, Brian Gutiérrez est formé par le Fire de Chicago, qu'il rejoint en 2015. Il remporte notamment avec les U15 la coupe de Dallas en 2018, étant buteur lors de la finale remportée par son équipe (2-0). En tout, il inscrit 28 buts et délivre 39 passes décisives en 79 matchs avec les équipes de jeunes.
En mars 2020, il devient le seizième Homegrown Player de l'histoire du club. Il joue son premier match avec l'équipe première le 21 août 2020 contre le Crew de Columbus. Il entre en jeu et son équipe s'incline par trois buts à zéro.

### En sélection
Depuis 2021 il représente l'équipe des États-Unis des moins de 20 ans, jouant son premier match le 11 novembre 2021 contre le Brésil (défaite 0-4 des États-Unis).